# Historia de Tlaxcala

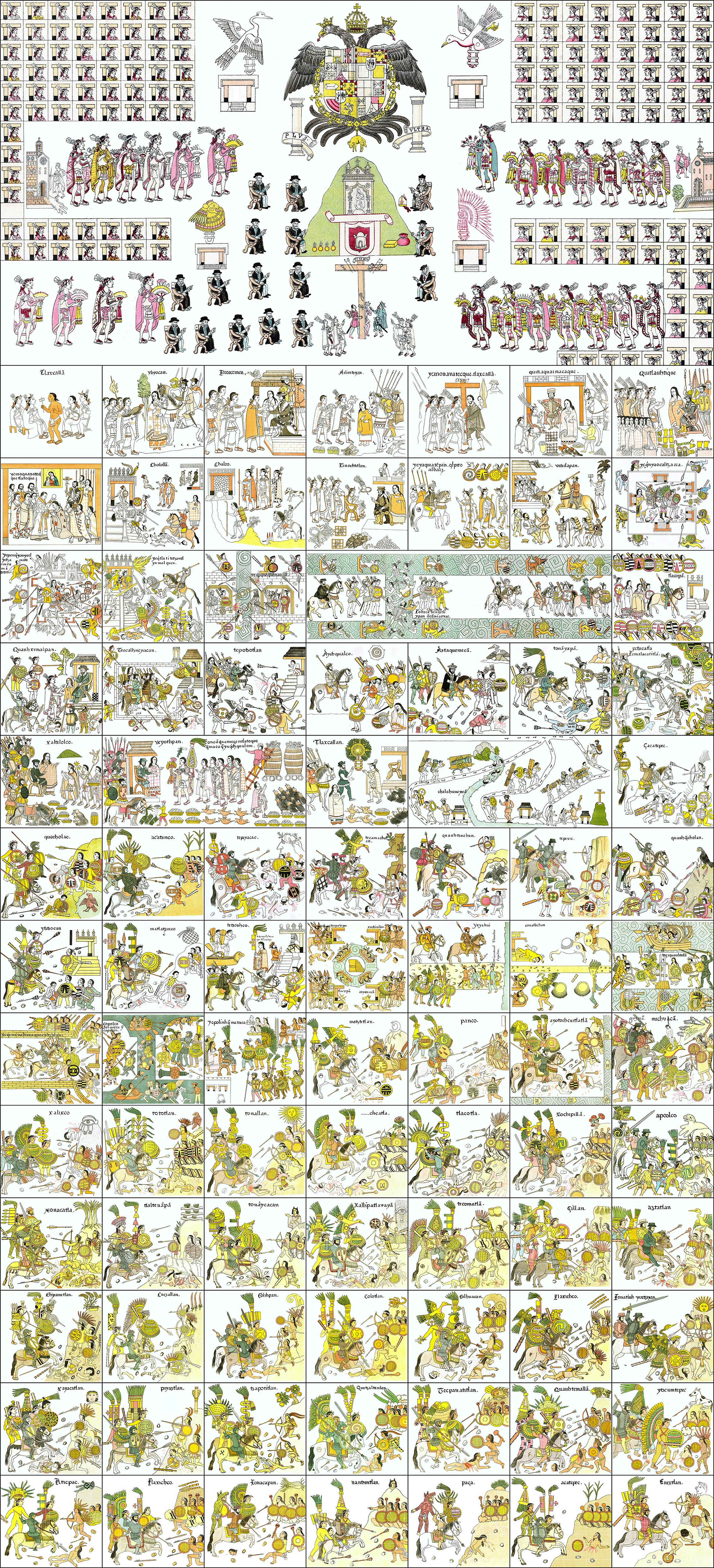
Lienzo de Tlaxcala, 1773 Reproduktion der Originalversion von 1584

Historia de Tlaxcala (Geschichte von Tlaxcala) ist ein illustrierter Codex mit einem unvollendeten historischen Werk von Diego Muñoz Camargo (1529–1599), das ca. in den Jahren zwischen 1562 und 1592 entstand und erstmals 1892 veröffentlicht wurde. Dieses auch als Lienzo de Tlaxcala bekannte Manuskript erzählt die religiöse, kulturelle und militärische Geschichte des Volkes der Tlaxcalteken im heutigen Mexiko, wobei der Schwerpunkt auf den Aspekten nach der spanischen Eroberung liegt.

## Inhalt
Die Historia de Tlaxcala ist in drei Abschnitte unterteilt:
1. Relaciones Geográficas (Geographische Berichte) oder Descripción de la ciudad y provincia de Tlaxcala (Beschreibung der Stadt und der Provinz Tlaxcala): ein Text in spanischer Sprache, der von Camargo zwischen 1581 und 1584 als Antwort auf den von Philipp II. von Spanien herausgegebenen Fragebogen Relaciones Geográfica geschrieben wurde.
2. Tlaxcala-Kalender: ein großer illustrierter Abschnitt mit Beschriftungen in Spanisch und Nahuatl.
3. Codex Tlaxcala: ein großer illustrierter Abschnitt mit Bildunterschriften in Spanisch und Nahuatl.
Das Original der Historia de Tlaxcala befindet sich derzeit in der Universität Glasgow.
Das Werk fand in jüngerer Zeit Aufnahme in der Reihe Crónicas de América im Verlag von Historia 16.
Der Autor Hans Christian Lindau hebt hervor, dass neben den Texten der Crónicas indígenas (die die Ereignisse aus der Sicht der Opfer wiedergeben) die Ereignisse auch durch zahlreiche bildreiche Darstellungen überliefert seien, wobei insbesondere der Lienzo de Tlaxcala aus dem 16. Jahrhundert im Rahmen von achtzig Bildern und Zeichnungen in eindrucksvoller Art und Weise Einblicke in die ‚visión de los vencidos‘ (d. h. die Perspektive der Besiegten) gebe.